# Tiếng Tigrinya
Tiếng Tigrinya (cũng được ghi là Tigrigna; ትግርኛ: təgrəñña, IPA: [tɨgrɨɲːa] ⓘ) là một ngôn ngữ Phi-Á thuộc ngữ tộc Semit. Đây là một ngôn ngữ vùng Sừng châu Phi, có mặt ở Eritrea và bắc Ethiopia, với chừng 6.915.000 người nói. Số người nói tiếng Tigrinya ở Ethiopia (gọi là người Tigray; Tigrawot; dạng giống cái Tigrāweyti, dạng giống đực Tigraway, số nhiều Tegaru) là chừng 4.320.000 người, tập trung ở vùng Tigray. Số người nói tiếng Tigrinya ở Eritrea (người Tigrinya) là khoảng 2.540.000 người, tụ về miền trung và nam. Ngoài những vùng này, tiếng Tigrinya còn được người di cư mang đến nhiều nơi.
Không nên nhầm lẫn tiếng Tigrinya với tiếng Tigre lân cận tại vùng đất thấp của Eritrea.

## Lịch sử và văn học
Tiếng Tigrinya khác đáng kể với tiếng Ge'ez, ngôn ngữ văn học Ethiopia cổ, ở sự hiện diện của phrasal verb và một cấu trúc câu trong đó động từ chính nằm ở cuối mệnh đề thay vì ở đầu. Ảnh hưởng của tiếng Ge'ez trong văn học Tigrinya là điều dễ thấy, nhất là ở những từ ngữ liên quan đến hoạt động tôn giáo, chủ yếu là Kitô giáo. Tiếng Ge'ez, do địa vị của nó trong văn hóa Ethiopia, đóng vai trò ngôn ngữ văn học cho tới thời cận đại.
Ghi chép cổ nhất về tiếng Tigrinya viết là một văn bản luật địa phương tìm thấy ở huyện Logosarda, vùng Nam, Eritrea có niên đại từ thế kỷ XIII vào thời triều Zagwe.
Tiếng Tigrinya, cùng với tiếng Ả Rập, là ngôn ngữ chính thức của Eritrea.